# Grand Prix Brazylii 1975
Grand Prix Brazylii 1975 (oryg. Grande Prmio do Brasil) – druga runda Mistrzostw Świata Formuły 1 w sezonie 1975, która odbyła się 26 stycznia 1975, po raz trzeci na torze Interlagos.
4. Grand Prix Brazylii, trzecie zaliczane do Mistrzostw Świata Formuły 1.

## Klasyfikacja
| Legenda oznaczeń w tabelach wyników Wyświetl szablon na nowej stronie | Legenda oznaczeń w tabelach wyników Wyświetl szablon na nowej stronie                                                                     |
| Oznaczenie                                                            | Wyjaśnienie |
| --------------------------------------------------------------------- | --- |
| Złoty                                                                 | Zwycięzca lub mistrzostwo |
| Srebrny                                                               | 2. miejsce lub wicemistrzostwo |
| Brązowy                                                               | 3. miejsce lub II wicemistrzostwo |
| Zielony                                                               | Ukończył, punktował (w klasyfikacji generalnej, gdy zdobył co najmniej jeden punkt na przestrzeni sezonu, poza trzema powyższymi opcjami) |
| Niebieski                                                             | Ukończył, nie punktował (w klasyfikacji generalnej, gdy nie zdobył co najmniej jednego punktu na przestrzeni sezonu)                      |
| Czerwony                                                              | Nie zakwalifikował się (NZ) |
| Czerwony                                                              | Nie prekwalifikował się (NPK) |
| Różowy                                                                | Nie ukończył (NU) |
| Różowy                                                                | Niesklasyfikowany (NS) (w klasyfikacji generalnej, gdy nie został sklasyfikowany w żadnym wyścigu sezonu)                                 |
| Czarny                                                                | Zdyskwalifikowany (DK) |
| Czarny                                                                | Wykluczony (WYK/EX) |
| Biały                                                                 | Nie wystartował (NW) |
| Biały                                                                 | Kontuzjowany (K/INJ) |
| Biały                                                                 | Wyścig odwołany (OD/C) |
| Bez koloru                                                            | Został wycofany (WYC/WD) |
| Bez koloru                                                            | Nie przybył (NP/DNA) |
| Bez koloru                                                            | Nie brał udziału w treningach (NT/DNP) |
| Bez koloru                                                            | Nie został zgłoszony (–) |
| Pogrubienie                                                           | Start z pole position |
| Kursywa                                                               | Najszybsze okrążenie wyścigu |
| †                                                                     | Nie ukończył, ale jego rezultat został zaliczony ze względu na przejechanie więcej niż 90% dystansu wyścigu.                              |
| *                                                                     | Sezon w trakcie |
| 1/2/3                                                                 | Punktowana pozycja w sprincie kwalifikacyjnym                                                                                             |
| Lista systemów punktacji Formuły 1                                    | |

| Pos | No | Kierowca           | Konstruktor     | Okrążeń | Czas/powód NU      | Poz. Start. | Punktów |
| --- | -- | ------------------ | --------------- | ------- | ------------------ | ----------- | ------- |
| 1   | 8  | Carlos Pace        | Brabham-Ford    | 40      | 1:44:41.17         | 6           | 9       |
| 2   | 1  | Emerson Fittipaldi | McLaren-Ford    | 40      | + 5.79             | 2           | 6       |
| 3   | 2  | Jochen Mass        | McLaren-Ford    | 40      | + 26.66            | 10          | 4       |
| 4   | 11 | Clay Regazzoni     | Ferrari         | 40      | + 43.28            | 5           | 3       |
| 5   | 12 | Niki Lauda         | Ferrari         | 40      | + 1:01.88          | 4           | 2       |
| 6   | 24 | James Hunt         | Hesketh-Ford    | 40      | + 1:05.12          | 7           | 1       |
| 7   | 27 | Mario Andretti     | Parnelli-Ford   | 40      | + 1:06.81          | 18          |         |
| 8   | 7  | Carlos Reutemann   | Brabham-Ford    | 40      | + 1:39.62          | 3           |         |
| 9   | 6  | Jacky Ickx         | Lotus-Ford      | 40      | + 1:51.84          | 12          |         |
| 10  | 18 | John Watson        | Surtees-Ford    | 40      | + 2:29.60          | 13          |         |
| 11  | 21 | Jacques Laffite    | Williams-Ford   | 39      | + 1 Okrążenie      | 11          |         |
| 12  | 22 | Graham Hill        | Lola-Ford       | 39      | + 1 Okrążenie      | 20          |         |
| 13  | 30 | Wilson Fittipaldi  | Fittipaldi-Ford | 39      | + 1 Okrążenie      | 21          |         |
| 14  | 23 | Rolf Stommelen     | Lola-Ford       | 39      | + 1 Okrążenie      | 23          |         |
| 15  | 5  | Ronnie Peterson    | Lotus-Ford      | 38      | + 2 Okrążeń        | 16          |         |
| NU  | 17 | Jean-Pierre Jarier | Shadow-Ford     | 32      | Problemy z paliwem | 1           |         |
| NU  | 4  | Patrick Depailler  | Tyrrell-Ford    | 31      | Zawieszenie        | 9           |         |
| NU  | 16 | Tom Pryce          | Shadow-Ford     | 31      | Wypadek            | 14          |         |
| NU  | 20 | Arturo Merzario    | Williams-Ford   | 24      | Problemy z paliwem | 11          |         |
| NU  | 28 | Mark Donohue       | Penske-Ford     | 22      | Sterowność         | 15          |         |
| NU  | 14 | Mike Wilds         | BRM             | 22      | elektronika        | 22          |         |
| NU  | 3  | Jody Scheckter     | Tyrrell-Ford    | 18      | Wyciek oleju       | 8           |         |
| NU  | 9  | Vittorio Brambilla | March-Ford      | 1       | Silnik             | 17          |         |